# Ripeanka, Kaluș
Ripeanka (în ucraineană Ріп`янка) este localitatea de reședință a comunei Ripeanka din raionul Kaluș, regiunea Ivano-Frankivsk, Ucraina.

## Demografie
Componența lingvistică a localității Ripeanka
     Ucraineană (100%)
Conform recensământului din 2001, toată populația localității Ripeanka era vorbitoare de ucraineană (100%).